# L. 론 허버드

1950년 로스엔젤레스의 허버드.

라파예트 로널드 허버드(Lafayette Ronald Hubbard, 1911년 3월 13일 ~ 1986년 1월 24일, LRH)는 미국의 펄프 매거진 저자이자 사이언톨로지교의 창시자이다. 경력 초기에 펄프 SF와 판타지 소설을 많이 썼던 그는 1950년에 다이어네틱스: 정신 건강의 현대 과학(Dianetics: The Modern Science of Mental Health)을 집필하고 다이어네틱스 기술을 홍보하고 실행하기 위한 조직을 설립했다. 허버드는 파산으로 인해 다이어네틱스에 관한 자신의 문헌에 대한 지적 권리를 잃은 후 1952년에 사이언톨로지교를 창설했다. 1986년 사망할 때까지 이단, 새로운 종교 운동, 사업 등으로 다양하게 묘사되는 사이언톨로지교를 이끌었다.

## 같이 보기
- 조셉 스미스 주니어
- 헬레나 블라바츠키
- 메리 베이커 에디